# Squash na Igrzyskach Wspólnoty Narodów 2018
Squash na Igrzyskach Wspólnoty Narodów 2018 – jedna z dyscyplin podczas Igrzysk Wspólnoty Narodów 2018 w Gold Coast. Rozegrane zostanie sześć konkurencji, które odbędą się w dniach 5–15 kwietnia 2018 roku w Carrara Sports and Leisure Centre.

## Uczestniczące państwa
W badmintonie podczas igrzysk wystąpiło 153 zawodników z 28 państw.

- Anglia (9)
- Australia (10)
- Barbados (3)
- Bermudy (1)
- Brytyjskie Wyspy Dziewicze (2)
- Fidżi (4)
- Gibraltar (1)
- Gujana (4)
- Indie (6)
- Jamajka (2)
- Kajmany (7)
- Kanada (2)
- Kenia (2)
- Malezja (9)
- Malta (4)
- Mauritius (1)
- Nowa Zelandia (7)
- Pakistan (4)
- Papua-Nowa Gwinea (2)
- Saint Vincent i Grenadyny (4)
- Seszele (1)
- Sierra Leone (3)
- Sri Lanka (2)
- Szkocja (5)
- Trynidad i Tobago (3)
- Uganda (2)
- Walia (4)
- Zambia (2)

## Medaliści
| Konkurencja     | Złoto                             | Srebro                                  | Brąz                           |
| Singel mężczyzn | James Willstrop                   | Paul Coll                               | Mohd Nafiizwan Adnan           |
| Singel kobiet   | Joelle King                       | Sarah-Jane Perry                        | Tesni Evans                    |
| Debel mężczyzn  | Zac Alexander David Palmer        | Daryl Selby Adrian Waller               | Declan James James Willstrop   |
| Debel kobiet    | Joelle King Amanda Landers-Murphy | Joshna Chinappa Dipika Pallikal Karthik | Rachael Grinham Donna Urquhart |
| Mikst           | Donna Urquhart Cameron Pilley     | Dipika Pallikal Karthik Saurav Ghosal   | Joelle King Paul Coll          |

## Klasyfikacja medalowa
| Miejsce | Państwo       | Złoto | Srebro | Brąz | Razem |
| 1.      | Nowa Zelandia | 2     | 1      | 1    | 4     |
| 2.      | Australia     | 2     | 0      | 1    | 3     |
| 3.      | Anglia        | 1     | 2      | 1    | 4     |
| 4.      | Indie         | 0     | 2      | 0    | 2     |
| 5.      | Malezja       | 0     | 0      | 1    | 1     |
| 6.      | Walia         | 0     | 0      | 1    | 1     |